# تردد (فلم)
تردد  (بالإنجليزية: Frequency) هو فيلم إثارة تم إنتاجه في الولايات المتحدة وصدر في سنة 2000.

## بطولة
- دينيس كويد
- جيمس كافيزل
- أندريه بروير
- إليزابيث ميتشيل

## القصة
الفيلم يحكى عن جهاز راديو
يربط أب وابنه عن طريق الصدفة بعد 30 عاما. الابن يحاول إنقاذ حياة والده، ولكن يجب تحديد العواقب بعد ذلك.

## الميزانية والإيرادات
بلغت تكلفة إنتاج الفيلم حوالي 22,000,000 دولار بينما حقق أرباحا تقدر بـ 68,106,245 دولار.

## وصلات خارجية
- مقالات تستعمل روابط فنية بلا صلة مع ويكي بيانات